# دریاچه آجی‌گول
دریاچه آجی‌گول (یونانی: Ἄναυα) یک دریاچه در استان افیون قره‌حصار کشور ترکیه است.